# Рашовица
Рашовица (болг. Рашовица) — село в Болгарии. Находится в Монтанской области, входит в общину Берковица. Население составляет 5 человек.

## Политическая ситуация
В местном кметстве Замфирово, в состав которого входит Рашовица, должность кмета (старосты) исполняет Рангел Трифонов Ангелов (независимый) по результатам выборов правления кметства.
Кмет (мэр) общины Берковица — Милчо Михайлов Доцов (независимый) по результатам выборов в правление общины.